# Жёлудь

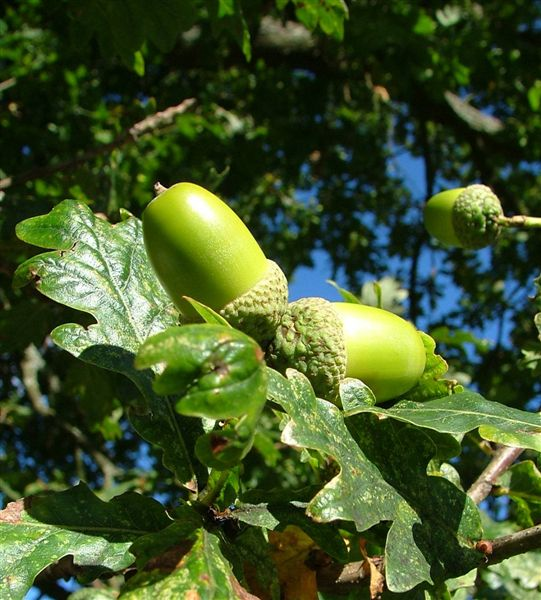
Зреющие жёлуди

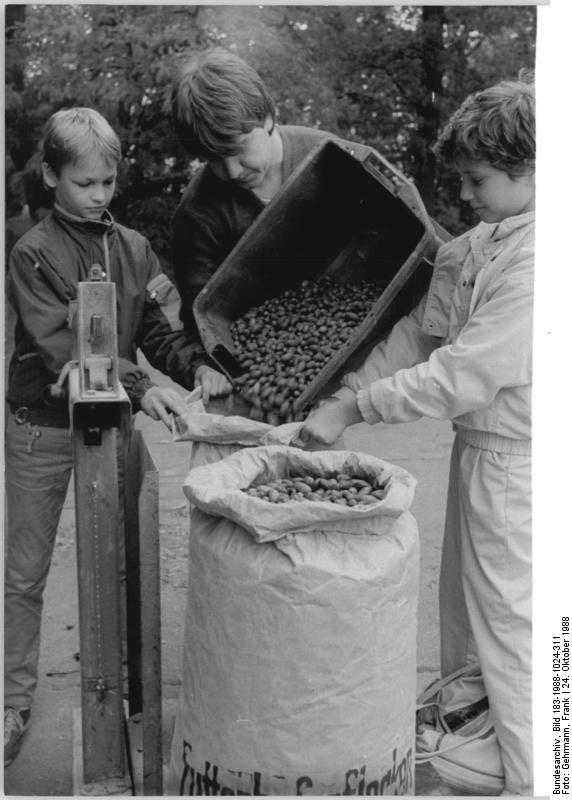
Заготовка желудей в берлинском зоопарке Фридрихсфельде в 1988 году

Жёлудь (лат. glans) — сухой односемянный синкарпный нижний плод с жестким кожистым околоплодником, частично или полностью заключённый в плюске.
Предполагают, что плюска образуется из сросшихся осей и прицветников редуцированного соцветия. У дуба в плюске только один желудь, у бука и каштана — два-три. Данный тип плода характерен для семейства Буковые (Fagaceae).
Зрелые желуди буро-желтые, длиной 1,5—3,5 см, диаметром 1,5—2 см, с шипиком на вершине, по 1—3 на длинном (6—8 см) плодоносе (черешке), погруженные на 1/3—1/2 в блюдцеобразную плюску. В урожайные годы с 1 га дубовых насаждений можно собрать до 2 т желудей.
Средняя масса одного здорового желудя составила 3,9 г, коэффициент вариации его массы — 28%. Наибольшая масса здорового желудя — 5,0 г, наименьшая — 1,4 г.
Размеры желудей от нескольких мм до 5—6 см.

## Применение в восстановлении лесов

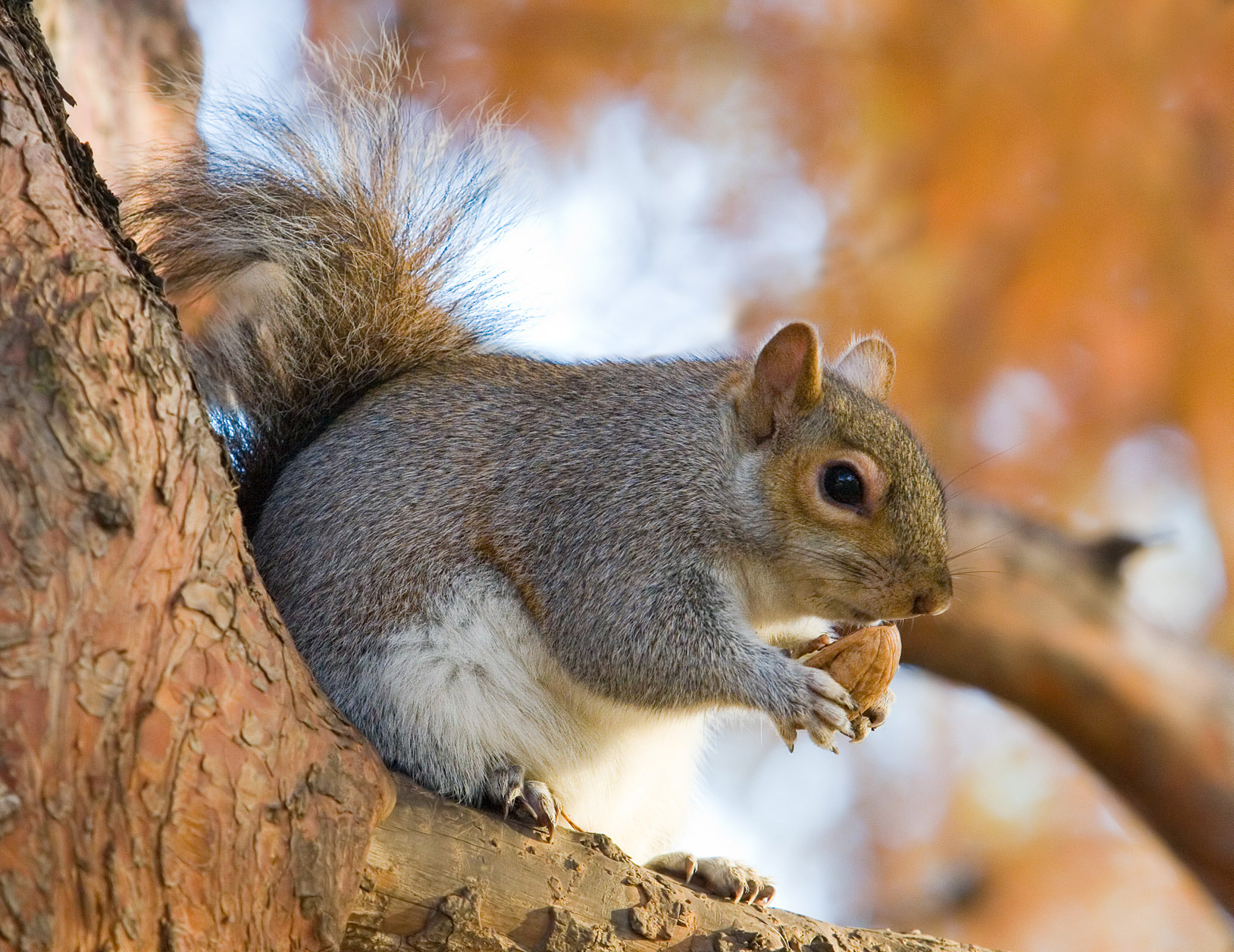
Жёлуди являются пищей для белок

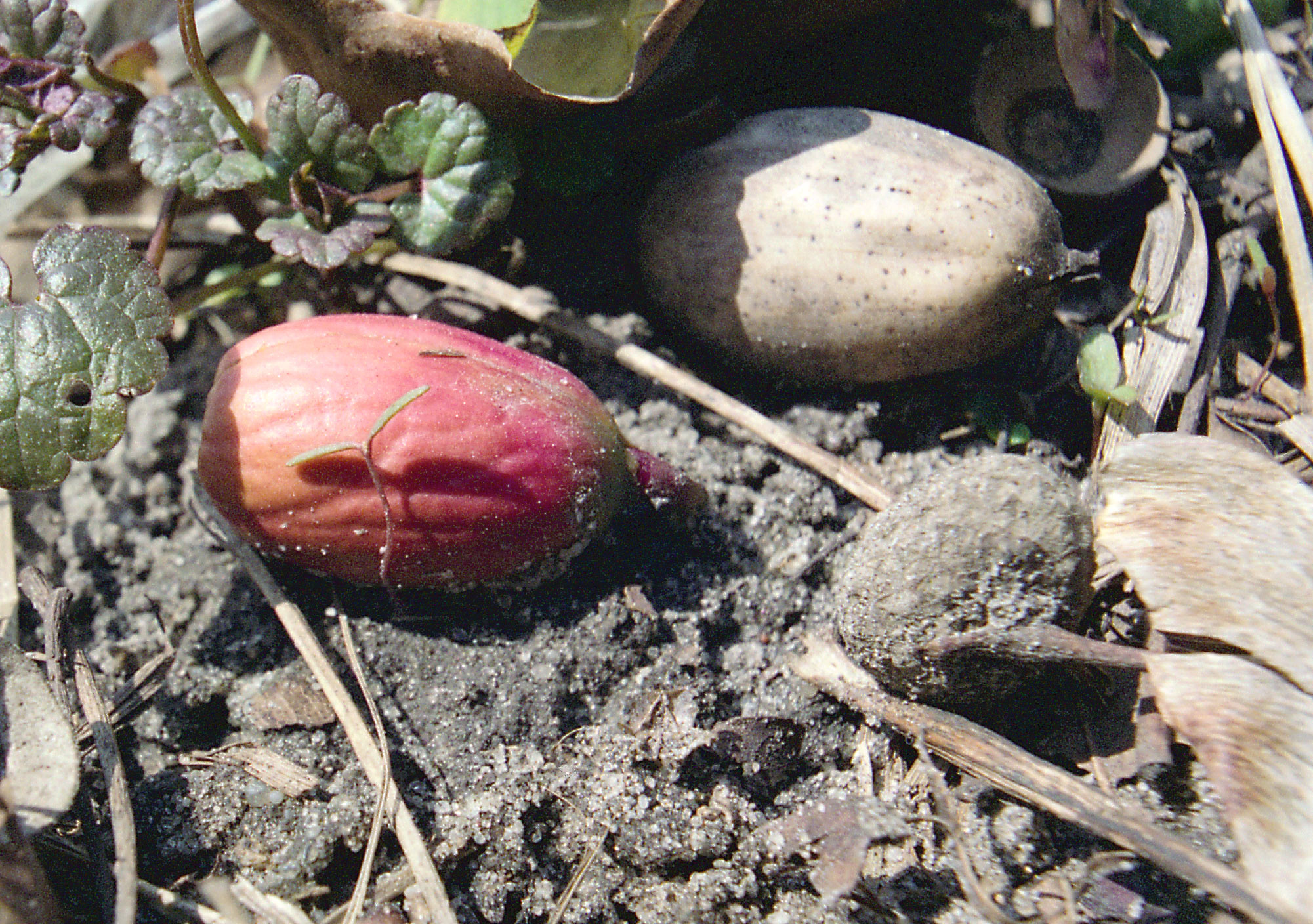
Прорастающий жёлудь дуба черешчатого

Посев желудей является основным способом восстановления дубовых лесов. Спелые жёлуди опадают с деревьев в среднем, на протяжении месяца. Однако жёлуди, опадающие первыми (в середине — конце августа в течение недели) как правило, поражены различными заболеваниями или ослаблены, в связи с чем непригодны для сбора.
В центральной части России средними сроками сбора желудей можно считать конец сентября — начало октября. В зависимости от местных условий и особенностей погоды летом и осенью сроки могут незначительно сдвигаться в ту или другую сторону.
Жёлуди высевают в питомниках той же осенью или хранят до весны. К сбору желудей для помощи лесному хозяйству привлекаются школьники, члены школьных лесничеств и добровольцы.

## Применение в животноводстве
Жёлуди служат хорошим кормом для животных и уже в XII веке дубовые леса в Германии доставляли доход от прокорма в них свиней, а в 1590 году один из казённых лесов в Вестфалии, где на площади около 7500 десятин (8194 га) прокармливалось более 9000 свиней, дал доход 8659 гульденов, тогда как от продажи древесных материалов едва выручено 84 гульдена. В 1865—1870 годах выгода от впускания свиней в лес для прокорма, сравнительно с хлевным содержанием их, составила в гёттингенском общинном лесе около 65 рублей дохода на десятину. Столь же значительные доходы от прокорма свиней желудями встречались в начале XX века в дубовых лесах Венгрии и Словении. Для безвредности такого пользования желудями впуск свиней в дубовые насаждения, подлежащие возобновлению, должен быть прекращён перед началом полного опадения желудей. Невыгодная сторона — пожирание свиньями лесных и полевых мышей, что полезно для леса, но сопряжено с возможностью заражения трихинеллами. Собранные и слегка просушенные жёлуди идут также в корм вместе с сеном откармливаемым баранам (по 1—1,5 фунта (409—613 г) в день на голову) и волам — последним хорошо высушенные, в виде муки. При даче желудей, бедных азотистыми веществами, дополняют корм свиньям мясною мукою и раздробленными семенами бобовых растений; последние, а также жмыхи, пригодны и овцам. Скармливание желудей следует производить исподволь, для предупреждения у животных болезней органов пищеварения. По уверению практиков-птицеводов, мука из желудей, даваемая курам, увеличивает у них несение яиц; для этого пекут из такой муки небольшие хлебцы (величиною в кисть руки) и потом, размочив в воде, дают каждый на 12 куриц.

## Употребление в пищу человеком
Культура употребления желудей называется баланофагией от греч. βάλανος. Самые лучшие и сладчайшие жёлуди получают от дуба каменного (Quercus ilex). Некоторые из его разновидностей, выращиваемых в Испании и Португалии, дают урожай желудей, лучшие сравнимы с каштанами и употребляются в пищу подобно им. По длине эти жёлуди превосходят большинство других и являются цилиндрическими по форме.
Для Британии и Северо-Западной Европы обычным видом является дуб черешчатый (Quercus robur), невкусный вид, чьи семена содержат большое количество танина. В то же время человек использовал их в пищу во время голода.
Несколько североамериканских видов имеют вкусные жёлуди, которые сыграли свою роль в кухне индейцев и ранних белых поселенцев. Так, индейцы кауилла из 4 использовавшихся дубов предпочитали жёлуди дуба Келлога (Quercus kelloggii). Причиной тому были отличный аромат и наиболее желатиноподобная консистенция, получаемая во время готовки, что было одним из требований для хорошей жёлудевой каши.
Специально обученный человек при готовке каши может смешивать жёлуди разных видов. Как непосредственно сами жёлуди, так и выпечка из жёлудевой муки обладают отличными сохранными свойствами. Мука из желудей схожа по использованию с кукурузной.
Анализ показывает, что в желудях содержится:
|                        | Переваримых веществ, % | Переваримых веществ, %     | Переваримых веществ, % | Переваримых веществ, % | Переваримых веществ, % |
| Воды                   | Белка и амидов         | Безазотистых экстрактивных | Древесины              | Жира                   |                        |
| ---------------------- | ---------------------- | -------------------------- | ---------------------- | ---------------------- | ---------------------- |
| Свежих                 | 55,3                   | 2,0                        | 31,3                   | 2,7                    | 1,5                    |
| Просушенных на воздухе | 37,7                   | 2,8                        | 41,9                   | 4,8                    | 2,2                    |
| Очищенных и высохших   | 17,0                   | 4,1                        | 60,7                   | 2,8                    | 3,2                    |

Сегодня они используются в корейской кухне для приготовления вида корейского желе (мук) — тотхоримука.

Герб муниципалитета Касинья во Франции

## Жёлуди в истории, культуре и творчестве

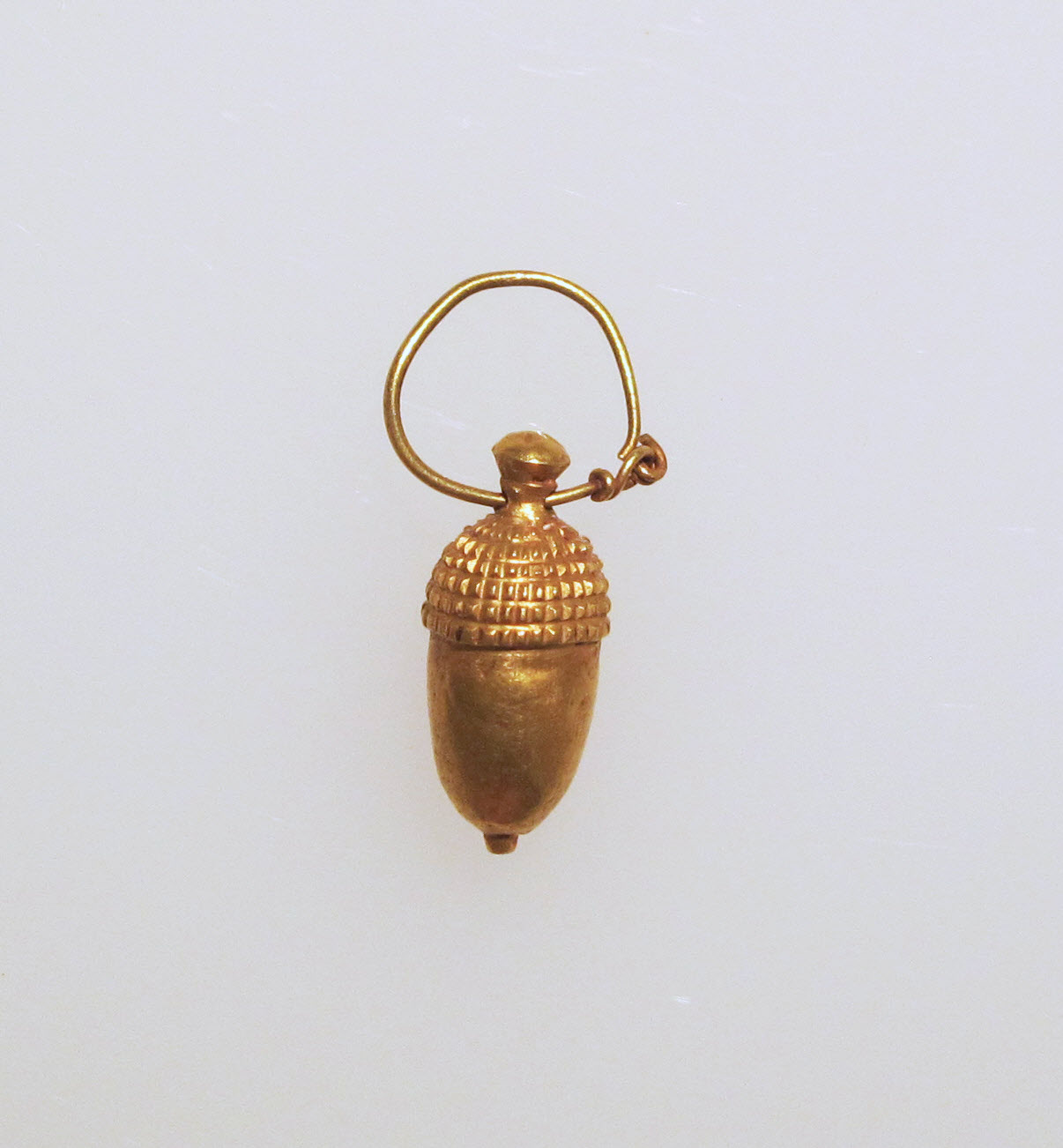
Серёжка ввиде жёлудя сделанная из золота и серебра

Жёлудь используется в геральдике, в оформлении воинских наград и ведомственных символов.